# Abbaye Saint-Pierre-aux-Monts
Ne doit pas être confondu avec l'abbaye Saint-Pierre de Chalon-sur-Saône ni avec l'Abbaye médiévale Saint-Pierre de Chalon-sur-Saône.
Pour les articles homonymes, voir Abbaye Saint-Pierre.
L'abbaye Saint-Pierre-aux-Monts était un monastère bénédictin à Châlons, diocèse de Châlons-en-Champagne.  

## Historique

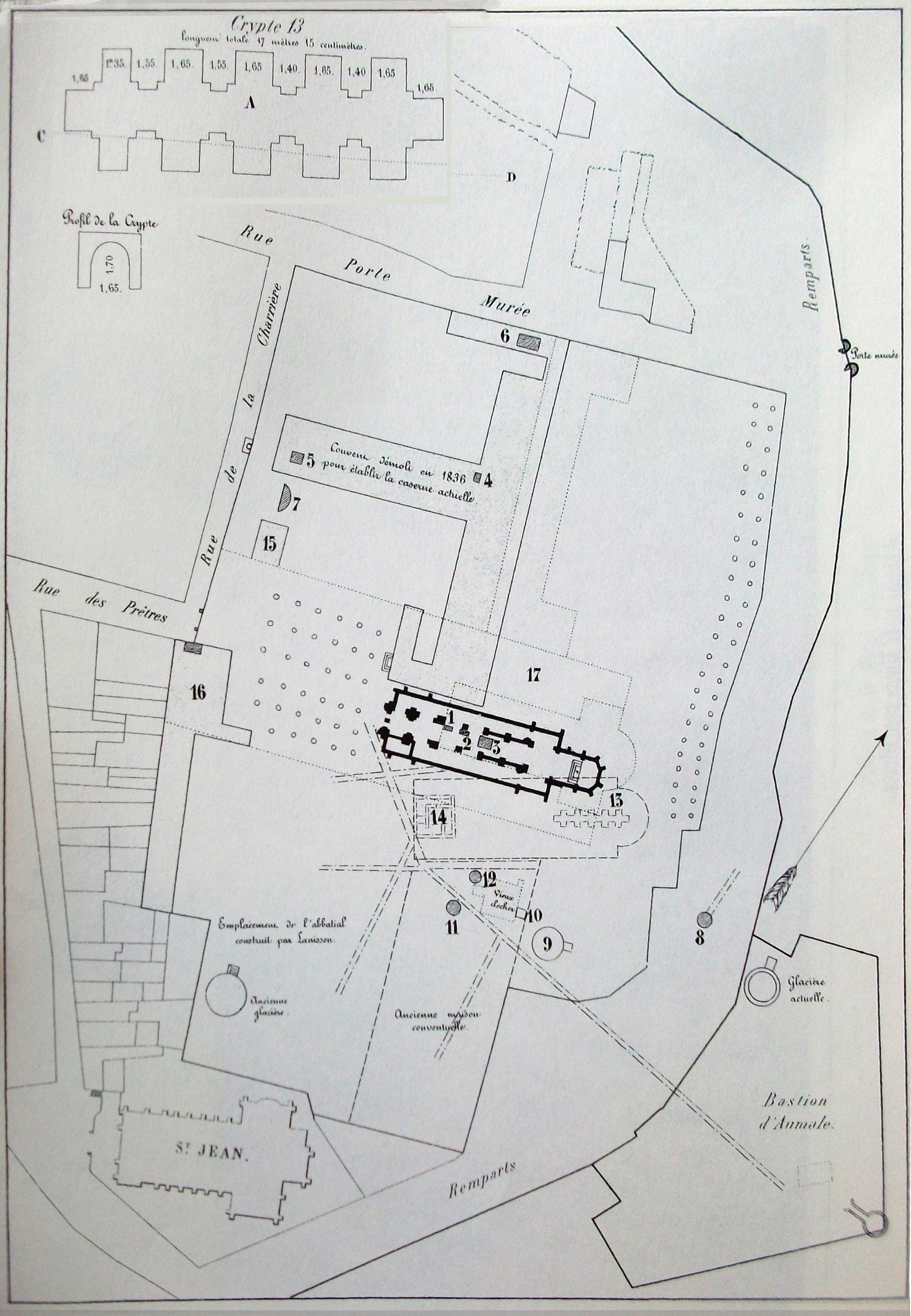
Le temple de Jupiter, l'abbaye et la caserne Tirlet.

L'abbaye Saint-Pierre-aux-Monts était un monastère de moines de Lérins, fondé à l'est de Châlons sur ce qui est l'emplacement de l'actuelle Cité Administrative, selon certaines sources au Ve siècle et selon d'autres en 660 par l'évêque Landebert.
Au début du XIe siècle, l'abbaye est « presque anéantie par les malheurs de la guerre et de l'anarchie ». L'évêque Roger Ier de Châlons souhaite la restaurer, avec le consentement du roi Robert le Pieux accordé en 1027. L'abbaye est confiée au Bienheureux Richard, abbé de Saint-Vanne de Verdun, qui construit un nouveau monastère sur la place de la chapelle Saint-Vincent et y établit la règle bénédictine. La nouvelle église est consacrée en 1034 par l'évêque Roger.
Au début du XIIe siècle, la grande charte champenoise de Guillaume de Champeaux, évêque de Châlons, confirme les domaines agricoles et viticoles de l'abbaye Saint-Pierre-aux-Monts. Cette charte est considérée comme l'acte fondateur du vignoble de Champagne.
Le sanctuaire fut reconstruit en 1524 par l'abbé Pierre Lanisson, dont la pierre tombale se trouve dans l'église Notre-Dame-en-Vaux.
Très puissante, cette abbaye exerçait des droits seigneuriaux sur la vallée de Saint-Pierre, les églises Saint-Nicaise et Saint-Jean, les Sept Moulins, la ferme de la Folie, entre autres. Les abbés de Saint-Pierre étaient seigneurs de nombreux villages tels que Compertrix, Coolus. Ils levaient la dîme sur un grand nombre d'autres dont Saint-Martin.
Dans un procès au Parlement de Paris en 1277 contre le vidame de Chalons l'on apprend que l'abbé de Saint-Pierre est seigneur de Sainct-Martin et de Vineel et du Sec Moulin (Boutaric, Actes du Parlement de Paris, t. I, p. 349, no 319.)
Plusieurs de ces abbés devinrent évêques de Châlons, le plus célèbre étant Cosme Clause.
Ils nommaient à la cure de Saint-Martin. Comme seigneurs et patrons de la paroisse, ils avaient surtout sous le rapport des cérémonies, une certaine autorité sur le prieuré de Vinetz, qui se trouvait dans l'étendue de leur seigneurie.
Tout en défendant âprement leurs droits, ils montrèrent souvent dans l'application ou la perception de ces droits, une grande modération à l'égard de leurs manants. Au fil des années et des siècles, l'abbaye étend peu à peu ses propriétés (elle possède la majorité des fermes et des terres sur le territoire de Saint-Martin), en même temps qu'elle s'efforce d'établir une autorité sans partage sur la paroisse et sur toute la région de Châlons jusqu'à la Révolution.
En 1559, l'évêque Jérôme Burgensis fit rebâtir les bâtiments de l'abbaye.
En 1613, Richelieu étant abbé il fit de nombreux travaux sur les bâtiments.
En 1627, l'abbaye est rattachée à la congrégation de Saint-Vanne et Saint-Hydulphe.
En 1713, la reconstruction complète de l'abbaye est entreprise. Une aile est terminée en 1718, la seconde est commencée en 1758 et les travaux se continuent par la destruction de l'église en 1772.
En 1789, l'Assemblée Constituante décida que les biens du clergé seraient considérés comme biens nationaux donc vendus au profit de la Nation. À Saint-Martin, la ferme du prieuré de Vinetz et celles possédées par l'abbaye de Saint-Pierre-aux-Monts furent vendues dans le courant de l'année 1791. Elle avait la plus grande bibliothèque de la ville avec  8671 volumes imprimé, 150 manuscrits.

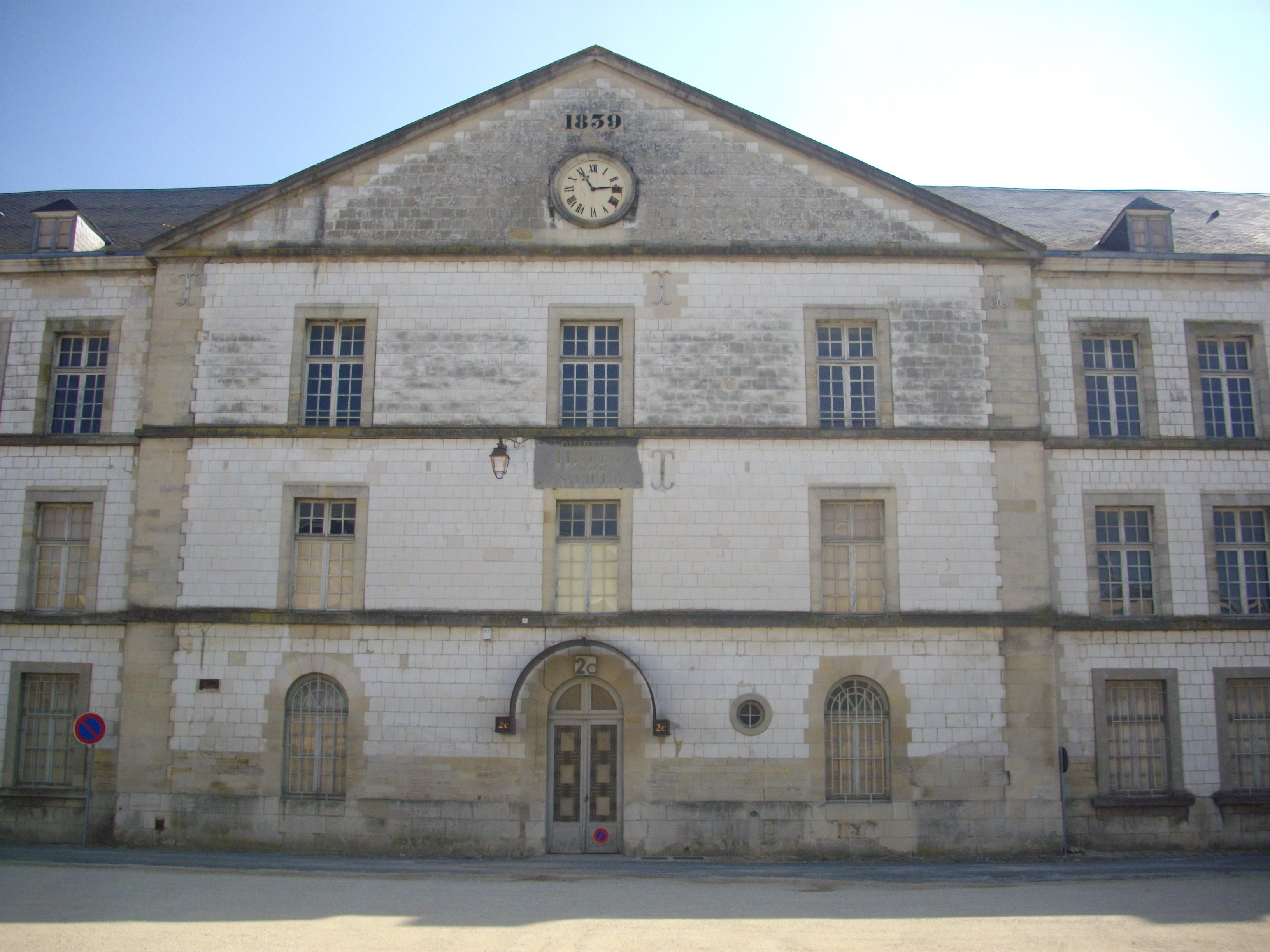
Cité Tirlet.

Devenue quartier de cavalerie Saint-Pierre, puis quartier de cavalerie Tirlet, elle est rasée en 1836 et son emplacement est actuellement occupé par la cité administrative Tirlet.

## Liste des abbés

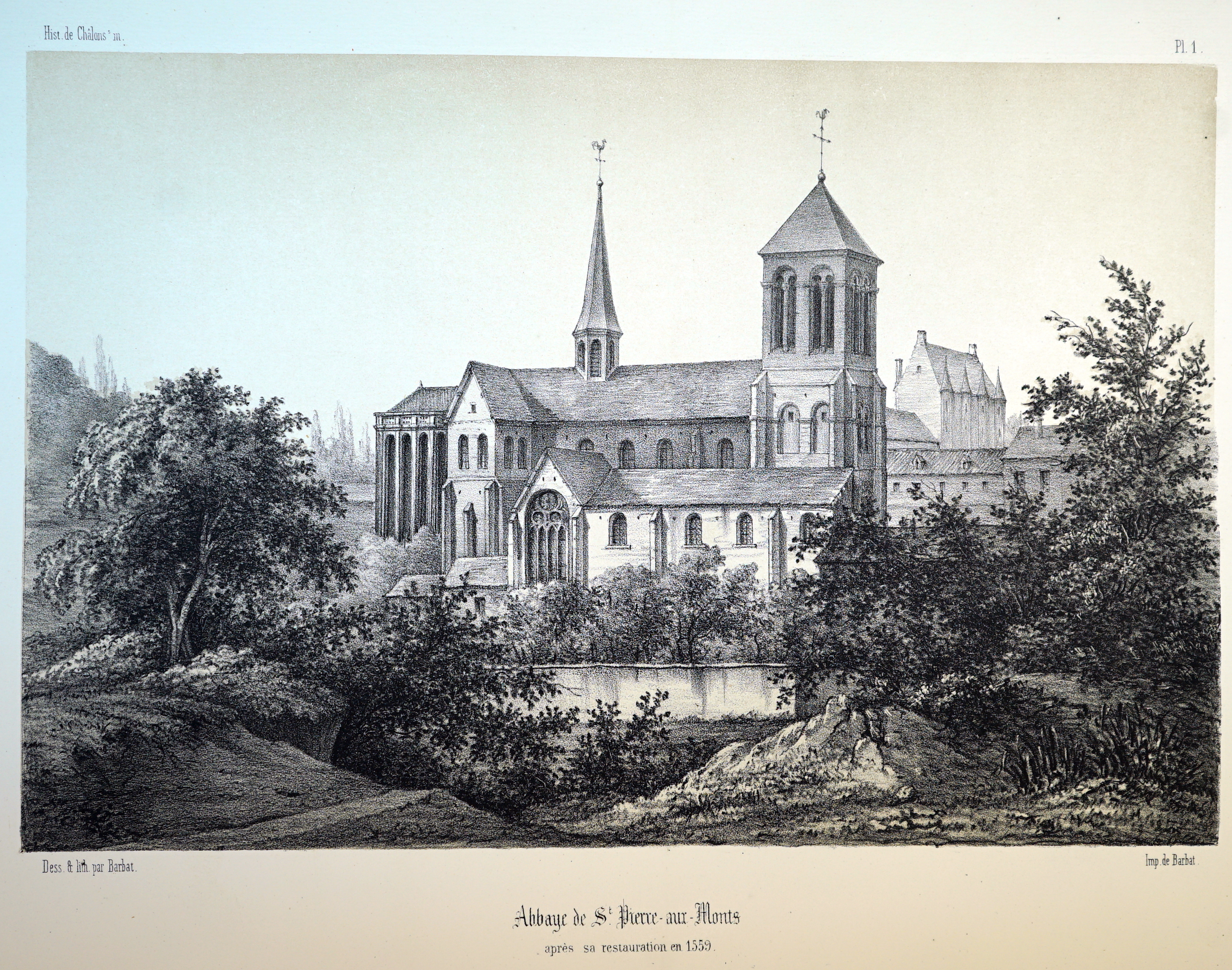
Image de l'abbaye par Louis Barbat.

- Bienheureux Richard de Saint-Vanne jusqu'en  1046,
- Odelard  (1046-1070) : participation au concile de Reims en 1049 et au couronnement de Philippe Ier en 1059
- Lambert (1070-1099) : donations de l'évêque Roger III en 1079 et 1092 (églises) ; participation en 1095 à la reconnaissance des reliques de sainte Hélène à Hautvilliers ; autel de Sainte Geneviève en 1097
- Warnier (1099-1106)
- Widon  (1106-1110)
- Benoît  (1110-1118) : importantes donations du comte Hugues de Vitry avant son départ pour la croisade en 1114 ; confirmations par l'évêque Guillaume de Champeaux de toutes les donations du monastère
- Raoul  (1118-1129) : participation en 1128 au procès à Rome entre Lanzo abbé de Saint-Michel-sur-Meuse et l'abbesse de Juvigny
- Hugues I  (1130 ? - 1140) : obtention du personat de Saint-Memmie de Vitry de l'évêque Geoffrey, confirmée par Innocent II en 1138
- Louis  (1140-1166) : obtention de nombreux privilèges du roi et du pape ; participation à la dédicace de Saint-Etienne de Châlons ; charte de liberté concédée en 1166 aux habitants du ban de Saint-Pierre
- Thomas I (1166-1187) : obtention de privilèges de Philippe-Auguste et de l'archevêque de Reims Guillaume aux Blanches Mains ; départ en croisade en 1187
- Pierre I de Brieri (1187-1192) : élu vers 1175 abbé de Saint-Vannes de Verdun, mais non reconnu par l'évêque de Verdun ; après quelques années d'abbatiat de Saint-Pierre, il revient à Saint-Vannes
- Guillaume I (1192-1213) : acquisition de terres auprès des chevaliers Bernard de Clary et Thomas de Fagnières
- Roland qui devient abbé de Cluny en 1220,
- Jacob I,
- Waucher,
- Jacob II ,
- Nicolas I de Saint-Germain jusqu'en 1240,
- Théobald I de Saint-Germain  jusqu'en 1266,
- Nicolas II,
- Théobald II de 1287 à 1330,
- Jacob III de Joinville,
- Othon de Poitiers devenant abbé de Verdun en 1350,
- Gérad de Potion,
- Jean I Charpentier,
- Hugues II de Villeneuve  jusqu'en 1403,
- Jean II de Triaucourt  jusqu'en 1421,
- Thomas II de Bruère  jusqu'en 1446,
- Jacob IV Noisette  jusqu'en 1461,
- Guillaume II de Bosco jusqu'en 1492
- Guillaume III Prédien  jusqu'en 1500,
- Pierre II Lanisson  jusqu'en 1531,

## Abbés commendataires
- Jérôme Burgensis, premier abbé commendataire jusqu'en 1573,
- Côme Clausse de Marchaumont jusqu'en 1624,
- Le cardinal de Richelieu  jusqu'en 1642,
- Le cardinal Alexandre Bichi jusqu'en 1657,
- Le cardinal Mazarin jusqu'en 1661,
- Henri de Foix jusqu'en 1662,
- Pierre de Beauvilliers de Saint-Agnan jusqu'en 1664,
- Paul de Beauvilliers jusqu'en 1671,
- Guillaume-Egon de Fürstenberg,
- François-Hyacinthe de Valpergue de Masin de 1680 à 1738,
- Playcard de Raigecourt de 1738 à 1783 évêque d'Aire.

## Bibliothèque
La bibliothèque médiévale de l'abbaye est connue par un inventaire établi entre 1228 et 1235. Elle compte alors 180 volumes, pour 137 titres différents. La bibliothèque est riche en homéliaires, lectionnaires, textes patristiques, ainsi qu'en textes canoniques et théologiques plus récents. 
En 1791, au moment des confiscations révolutionnaires, la bibliothèque est riche de 8671 volumes imprimés et 150 manuscrits. C'est la plus riche bibliothèque de la ville. Parmi les manuscrits conservés, on compte 65 volumes copiés entre le Xe siècle et le XVIe siècle, dont 43 des XIe siècle, XIIe siècle et XIIIe siècle.